# Walek Dzedzej
Lesław (Leszek) „Cyril” Danicki, pseudonim Walek Dzedzej (ur. 13 grudnia 1953 w Warszawie, zm. 7 października 2006 w Brooklynie) – polski muzyk, uliczny bard i poeta, założyciel i lider polskiego zespołu punkowego Walek Dzedzej Pank Bend.

## Lata w Polsce
Leszek Danicki bywa określany polskim Bobem Dylanem, jednak sam odżegnywał się od tego porównania. W latach 70., pod pseudonimem Walek Dzedzej, występował w przejściach podziemnych w Warszawie, wykonując proste teksty przy akompaniamencie gitary akustycznej. Działalność ta była wówczas nielegalna i powodowała zatargi z milicją. W latach 1976–1977 tworzył z Maćkiem Pietrahą i Jędrkiem Zuzakiem efemeryczne zespoły „Światowy Ząb” i „Złoty Cielec”. Zespoły te grały przy użyciu instrumentów akustycznych muzykę rockandrollową, choć z wpływem wczesnego punk rocka. Wystąpił wówczas z zespołem na festiwalu piosenki studenckiej Kij w mrowisko w klubie Riviera. Z początkiem 1977 roku założył wraz z Maciejem Góralskim na perkusji i Jackiem Kufirskim na basie, zespół „Walek Dzedzej Pank Bend” uznawany za pierwszy polski zespół punkowy. Także w tym roku reżyser Andrzej Kostenko wykorzystał jego muzykę w swoim filmie Sam na Sam.
Zespół dał tylko dwa koncerty, pierwszy na poznańskim Folk Blues Meeting, drugi w warszawskim klubie Hybrydy. Jego teksty są powszechnie znane w środowisku fanów muzyki punkowej. Występy zespołu zakłócone przez cenzurę były natchnieniem do powstania tekstu utworu Ostatni numer zespołu Zielone Żabki.

## Lata za granicą i narodziny córki
W końcu 1978 r. Walek Dzedzej wyjechał za granicę i występował na ulicach Berlina, Wiednia, Paryża, Barcelony i Londynu. Na wiosnę 1980 r. otrzymał pozwolenie na wyjazd do Stanów Zjednoczonych. Osiedlił się na stałe w Nowym Jorku.
W latach 80. i 90. Walek Dzedzej był widywany prawie codziennie na ulicach i w metrze Manhattanu, kiedy grał i śpiewał własne utwory wraz ze znanymi pieśniami „Solidarności”. Najczęściej można było go spotkać na Times Square albo Tompkins Square Park. W listopadzie 1988 przyjął obywatelstwo amerykańskie, oficjalnie zmieniając imię na Cyril. Nowe imię było podpowiedziane przez narzeczoną z lat 80, Francuzkę Pascale Richez, matką jego jedynego dziecka, córki Solange (ur. 1986).

## Powrót do Polski (1996-97)
Walek Dzedzej wrócił do Warszawy 29 grudnia 1996, przebywając w Polsce blisko rok. Podczas tej długiej wizyty wystąpił w programie Who Is Who Tomasza Świtalskiego w Polsacie, wykonując swój najbardziej znany utwór, Nie jestem tym, czym ty. Wyjechał z powrotem do Nowego Jorku 17 grudnia 1997.

## Zgon w Stanach Zjednoczonych i pogrzeb w Polsce
Z pogorszeniem zdrowia jesienią 2004 r. Walek Dzedzej występował coraz rzadziej – cierpiąc na cukrzycę, zmarł nagle w swoim mieszkaniu w Downtown Brooklyn w wieku 52 lat. Odprawy żałobne odbyły się 14 października w Greenpoincie, polskiej dzielnicy Brooklynu. Wśród obecnych była jego polska narzeczona Cecylia Rećko.
Jego dwudziestoletnia córka Solange, zamieszkała we Francji, przyjechała ze swoją matką, Pascale, na pogrzeb do Polski, gdzie jego zwłoki zostały repatriowane przez siostrę Barbarę Danicką, aktorkę i reżyserkę filmową, przebywającą w Nowym Jorku.
Lesław „Cyril” (Walek Dzedzej) Danicki został pochowany 21 października przy rodzinnym grobowcu Danickich w Szydłowie koło Kielc.
Następnego dnia, wieczór muzyczny poświęcony jego pamięci odbył się w warszawskim klubie No Mercy.

## Praca twórcza
Najbardziej znanymi z utworów Walka Dzedzeja są:
- Na ulicy nowy świat
- Nie mam nic do powiedzenia
- Nie jestem tym czym ty
- Dom wschodzącego słońca